# Austrofusus glans
Austrofusus glans es una especie de molusco gasterópodo de la familia Buccinidae.

## Distribución geográfica
Se encuentra  en Nueva Zelanda.